# Postcards Records
Postcards Records was een Amerikaans platenlabel, dat jazz uitbracht. Het label was een imprint van Arkadia Jazz en was gevestigd in New York. Postcards was actief van 1994 tot 2000.
Musici van wie muziek op het label uitkwam waren onder meer pianist Paul Bley, Bruce Ditmas, Gary Peacock met Bill Frisell, Alan Pasqua (met onder meer Dave Holland), Reggie Workman, Steve Kuhn en een groep met Sam Rivers en Julian Priester.